# 大町知広
大町 知広（おおまち ともひろ、1992年10月26日 - ）は、日本の男性声優。賢プロダクション所属。東京都出身。賢プロダクション所属の声優による絵本の読み聞かせをする「けんけんぱーく」のメンバーである。

## 略歴
小さいころから人前に出るのが嫌いで、母の後ろから出られないような子供だった。転校が3年に1回くらいのペースであり、友達もあまりできない状況が続いていたという。そんな状況を見かねた両親がミュージカル『アニー』に連れていってくれたことから、初めてお芝居に興味が湧いたという。芝居はやってみたいが、人前には出たくないというジレンマが生まれた。そのあとに色々あって、人前に出ない声優なら自分に合っているんじゃないかと思い、声優を目指すようになる。
学生時代はカナダに留学し、スノーボードに明け暮る。帰国後は歌舞伎役者を目指し、養成所で勉強をしながら舞台に立つなどして様々なジャンルを経験。
スクールデュオ16期アッパークラス出身。2016年4月1日より賢プロダクションに所属。
YouTubeおはうさチャンネル。声優の大町知広、服部想之介、梅田修一朗、澤田龍一の4人が個人的に立ち上げた動画チャンネル。（2019年7月-2021年8月31日定期配信無期限中止。）
2018年、『イナズマイレブン オリオンの刻印』の一星充 / 一星光役でテレビアニメ初のメインキャラクターを演じる。
2024年〜　声優長谷徳人の歌ってみた動画にて録音サポート  

## 人物
特技・趣味は歌舞伎、スノーボード、口笛、エレクトロニック・スポーツ、歌、ドライブ。

## 出演
太字はメインキャラクター。 

### テレビアニメ
2014年
- パックワールド

2016年
- DAYS（実況）

2017年
- カブキブ!（メンバー、男子生徒、体育教師、円屋）
- パズドラクロス（ギルド龍喚士）
- ドリフェス!R（四天王）

2018年
- アイカツフレンズ!（スタッフ）
- 僕のヒーローアカデミア（2018年 - 2019年、駅員、ギャングオルカのサイドキック、プロヒーロー） - 2シリーズ
- パズドラ（少年）
- イナズマイレブン オリオンの刻印（2018年 - 2019年、一星充 / 一星光）

2019年
- サザエさん（2019年 - 2024年、新人御用聞き、クリーニング屋の青年、安藤 他）
- 進撃の巨人（新兵）
- ソードアート・オンライン アリシゼーション War of Underworld（ホーブレン）
- ファンタシースターオンライン2 エピソード・オラクル（アークス）
- ちはやふる3（2019年 - 2020年、客、東大生）

2021年
- かげきしょうじょ（歌舞伎役者）
- 出会って5秒でバトル（元奴隷、スパイ）
- 吸血鬼すぐ死ぬ（アダム）

2023年
- 悲劇の元凶となる最強外道ラスボス女王は民の為に尽くします。（衛兵、ハンネス、騎士、男性）
- クレヨンしんちゃん（男性）
- BEYBLADE X（2023年 - 2025年、左葉ゲンリ、記者、門下生）
- 『ヒプノシスマイク-Division Rap Battle-』Rhyme Anima +（猿橋）
- 忍たま乱太郎（野盗）

2024年
- ダンダダン（男子生徒1）

2025年
- mono（桧原当）

### 劇場アニメ
- 劇場版 進撃の巨人 後編〜自由の翼〜（2015年、訓練兵 他）
- 映画 Go!プリンセスプリキュア Go!Go!!豪華3本立て!!!（2015年、妖精、住民たち）
- 映画 プリキュアオールスターズ みんなで歌う♪奇跡の魔法!（2016年）
- 夜明け告げるルーのうた（2017年、男子生徒）
- メアリと魔女の花（2017年）
- 劇場版ポケットモンスター ココ（2020年、下っ端A）
- 劇場版 イナズマイレブン 新たなる英雄たちの序章（2024年、鬼門悟）

### OVA
- 機動戦士ガンダム サンダーボルト（2017年、オペレーター）

### Webアニメ
- DEVILMAN crybaby（2018年、学生1）

### ゲーム
2016年
- 進撃の巨人

2018年
- 進撃の巨人2
- イナズマイレブンAC（2018年 - 2019年、一星充 / 一星光） - 2作品
- 甲鉄城のカバネリ -乱- 始まる軌跡（カバネ 他）

2019年
- Readyyy!（伊勢谷全）
- 戯画三国志（郭嘉、ホウ銃、趙雲、孫策、張角、張角）
- 妖怪ウォッチ ぷにぷに（一星充 / 一星光）
- リネージュM（バランカ 他）
- プリンセスコネクト!Re:Dive（男性）
- ポケモンマスターズ / EX（2019年 - 2023年、カキ、エリートトレーナー）

2020年
- ソードアート・オンライン アリシゼーション リコリス

2025年
- イナズマイレブン 英雄たちのヴィクトリーロード（鬼門悟）

### ドラマCD
- ガンスリンガー ストラトス

### BLCD
- 俺と上司の隠し事（2017年）
- 誘惑のメソッド（2018年、バーの客）
- エンプティースイーティー（2018年、カントク）
- 酷くしないで 3（2018年、男子1、予備校男子1）

### ラジオドラマ
※はWebラジオ番組。
- あべなが劇場「続・あべなが戦国絵巻 〜恋するバレンタインデーの巻〜」（2016年※、阿部野家臣1）

### 吹き替え

#### 映画
- ホーム・チーム（2022年）

#### ドラマ
- クリミナル・マインド FBI行動分析課（2017年、ディーリーの少年時代）
- ヘチ 王座への道（2019年、イ・フォン[27]）
- ダーマー（2022年、コネラク）

### ナレーション
- 東進ハイスクール

### デジタルコミック
- Beeマンガ 進撃の巨人（2015年）
- あざ婚～あの子が結婚できない理由～（2022年、早見、他[28]）

### 映画
- 鋼の錬金術師（2017年）

### 歌舞伎
- 修善寺物語（春彦）
- 寿曽我対面（曽我十郎 / 大名）
- 菅原伝授手習鑑（仕丁）

### 日本舞踊
- 元禄花見踊

### その他コンテンツ
- あべながのッ！秋のオールスター大感謝祭 あべなが劇場「青空ロケット」（2015年、ナレーター）
- カモン821（ハニー）♪あべながのナツ☆フェス【昼の部】あべなが劇場「白犬伝 〜葉ノ月戦国記〜」（2016年、家臣4、兵士1、兵士3）
- しらスタ（2019年 [29]）
- コスモ大学天文部〜冬の星座を巡る〜（2019年）[30][注 2]
- GAMDOL1周年生配信（2022年[31]）

## ディスコグラフィ

### キャラクターソング
| 発売日   | 商品名                        | 歌 | 楽曲                                                         | 備考                     |
| 2018年   | 2018年                        | 2018年 | 2018年                                                       | 2018年                   |
| -------- | ----------------------------- | --- | ------------------------------------------------------------ | ------------------------ |
| 4月14日  | Readyyy! Project              | 摩天ロケット | 「キミが見た空は」                                           | ゲーム『Readyyy!』関連曲 |
| 6月3日   | Readyyy! Project 第2弾        | 摩天ロケット | 「スタートライン」                                           | ゲーム『Readyyy!』関連曲 |
| 9月22日  | Readyyy! Project 第3弾        | 摩天ロケット | 「Pendulum」                                                 | ゲーム『Readyyy!』関連曲 |
| 2019年   |                               | |                                                              |                          |
| 3月27日  | Readyyy! Selections           | SP!CA、摩天ロケット、Just 4U、RayGlanZ、La-Veritta | 「Special Medley」                                           | ゲーム『Readyyy!』関連曲 |
| 8月17日  | Readyyy! 第4弾                | 摩天ロケット | 「Special Days」 「nineteen! feat.摩天ロケット -short ver-」 | ゲーム『Readyyy!』関連曲 |
| 2021年   |                               | |                                                              |                          |
| 12月22日 | Readyyy! 第5弾                | 摩天ロケット | 「ここにいるから」                                           | ゲーム『Readyyy!』関連曲 |
| 12月22日 | RE:motion                     | SP!CA、摩天ロケット、Just 4U、RayGlanZ、La-Veritta | 「RE:motion」                                                | ゲーム『Readyyy!』関連曲 |
| 2022年   |                               | |                                                              |                          |
| 6月22日  | Readyyy! T.O.P Idol SHOW!! EP | Team Iris (清水弦心（CV: 田中文哉）, 伊勢谷全（CV: 大町知広）, 藤原蒼志（CV: 澤田龍一）, 紺野梓（CV: 遠藤淳）, 明石達真（CV: 黒木陽人）, 五十嵐比呂（CV: 小宮逸人）) | ｢One」                                                       | ゲーム『Readyyy!』関連曲 |
| 2023年   |                               | |                                                              |                          |
| 7月30日  | Are you Readyyy？             | SP!CA、摩天ロケット、Just 4U、RayGlanZ、La-Veritta | 「Are you Readyyy？」                                        | ゲーム『Readyyy!』関連曲 |

## ライブ・イベント

### 合同ライブ
| 出演日             | タイトル                                                                               | 会場                             |
| ------------------ | -------------------------------------------------------------------------------------- | -------------------------------- |
| 2018年2月14日      | 『Readyyy!』プロジェクト2月14日制作発表vol.1                                           | 六本木ニコファーレ（東京都）     |
| 2018年3月14日      | 『Readyyy!』プロジェクト3月14日制作発表Vol.2                                           | 六本木ニコファーレ（東京都）     |
| 2018年4月14日      | 【セガフェス2018】『Readyyy!』ゴー☆ルドステージ Vol.0 〜僕ら、本格始動します！〜       | ベルサール秋葉原（東京都）       |
| 2018年4月28日      | 『Readyyy!』ゴー☆ルドステージ Vol.1 〜僕ら、明日に向かって歌います！〜                 | 原宿クエストホール（東京都）     |
| 2018年5月13日      | 『Readyyy!』ゴー☆ルドステージ Vol.2 〜僕ら、晴れやかにおもてなしします！〜             | よみうりホール（東京都）         |
| 2018年6月3日       | 『Readyyy!』ゴー☆ルドステージ Vol.3 〜僕ら、雨ニモマケズおもてなしします！〜           | よみうりホール（東京都）         |
| 2018年7月16日      | 『Readyyy!』ゴー☆ルドステージ Vol.4 〜僕ら、夏の太陽より熱くおもてなしします！〜       | よみうりホール（東京都）         |
| 2018年7月22日      | 『Readyyy!』ゴー☆ルドステージ Vol.4.5 〜僕ら、池袋で2日間おもてなしします！〜          | セガ池袋GiGO 7F（東京都）        |
| 2018年8月26日      | 『Readyyy!』ゴー☆ルドステージ Vol.5 〜僕ら、夜空の花火よりも盛大におもてなしします！〜 | よみうりホール（東京都）         |
| 2019年5月11日      | Readyyy! Happyyy! Partyyy! 2019                                                        | 日本消防会館（東京都）           |
| 2019年8月14日      | ディアプロ夏祭り〜OTODAMA de ソイヤ！〜                                                | OTODAMA SEA STUDIO（神奈川県）   |
| 2020年2月8日       | Readyyy! 2nd anniversary LIVE "THE NEW MOMENT"                                         | 恵比寿 The Garden Hall（東京都） |
| 2021年3月13日,14日 | Readyyy! 3rd anniversary Live "LINK THE MOMENT"                                        | Yokohama 1000 CLUB（神奈川県）   |
| 2022年2月13日      | Readyyy! 4th Anniversary Live "Twinkle of Protostars"                                  | 豊洲PIT（東京都）                |

### その他
- パパパパグキャッツアー2019（2019年8月16日、新宿BLAZE〈東京都〉）ゲスト出演